# 林煥光
林煥光，GBS，JP（1951年4月19日—），前香港行政會議召集人、香港平等機會委員會前主席，前香港特別行政區行政長官辦公室主任，曾出任奧運馬術有限公司行政總裁。

## 簡歷
林煥光曾就讀威靈頓英文中學（1967年中五）及皇仁書院，香港大學社會科學學院畢業，主修經濟和社會學, 1974年8月加入香港政府成為政務主任，曾任香港政府多個職位，包括沙田政務專員、教育署署長，公務員事務局局長，民政事務局局長等。
2002年7月任行政長官辦公室主任。2005年1月《忽然一周》爆出林與密友大律師布穎琪在元旦日（1月1日）同遊日本的緋聞；事後（1月6日），林以「鑑於傳媒對其私人感情生活的報道」為由向時任特首的董建華呈辭，成為問責制實行以來第四位請辭的政治任命官員。同年3月董建華辭職下台。
2006年3月獲聘任為奧運馬術有限公司行政總裁，負責2008年奧運馬術項目的統籌工作。
2010年1月獲委任為平等機會委員會主席。2012年6月29日，獲候任行政長官梁振英委任為行政會議召集人，並於2012年7月1日正式就任至2017年6月30日。
2012年7月11日，身兼行政會議召集人的林煥光決定繼續留任平等機會委員會主席至2013年1月底約滿為止。但他的決定卻遭到身兼民協立法會議員的平等機會委員會委員馮檢基的反對，認為林擔任兩項公職出現角色衝突，而馮檢基其後宣佈辭去平等機會委員會委員一職。

## 榮譽
2000年獲金紫荊星章；2005獲委任為太平紳士；2009年獲行政長官社區服務獎狀。。

## 外部連結
行政會議
| 法定組織職務                   | 法定組織職務                                                  | 法定組織職務                                             |
| ------------------------------ | ------------------------------------------------------------- | -------------------------------------------------------- |
| 前任： 鄧爾邦                  | 平等機會委員會主席 2010年1月13日— 2013年3月31日               | 繼任： 周一嶽                                            |
| 官衔                           |                                                               |                                                          |
| 前任： 夏佳理                  | 行政會議召集人 2012年7月1日— 2017年6月30日                    | 繼任： 陳智思                                            |
| 首任                           | 香港特別行政區行政長官辦公室主任 · 2002年7月1日— 2005年1月6日 | 繼任： 曾俊華                                            |
| 政府职务                       |                                                               |                                                          |
| 前任： 藍鴻震                  | 民政事務局局長 2000年7月10日— 2002年6月30日                   | 繼任： 孫明揚 （房屋及規劃地政局局長兼任民政事務局局長） |
| 前任： 自己 （原公務員事務司） | 公務員事務局局長 1997年7月1日— 2000年7月9日                   | 繼任： 王永平                                            |
| 前任： 施祖祥                  | 公務員事務司 1996年2月— 1997年6月30日                         | 繼任： 自己 （改稱公務員事務局局長）                     |